# Вотолино (Вологодский район)
Вотолино — деревня в Вологодском районе Вологодской области.
Входит в состав Семёнковского сельского поселения, с точки зрения административно-территориального деления — в Семёнковский сельсовет.
Расстояние по автодороге до районного центра Вологды — 18 км, до центра муниципального образования Семёнково — 10 км. Ближайшие населённые пункты — Зеленино, Вепрево, Семшино, Окунево, Дубровское.
По переписи 2002 года население — 1 человек.